# 2008 en Mauritanie
Cet article présente la liste des événements marquants de l'année 2008 en Mauritanie.
2006 en Mauritanie - 2007 en Mauritanie - 2008 en Mauritanie - 2009 en Mauritanie - 2010 en Mauritanie
 2006 par pays en Afrique - 2007 par pays en Afrique - 2008 par pays en Afrique - 2009 par pays en Afrique] - 2010 par pays en Afrique -

## Liste des événements marquants
- Août 2008 : coup d'État des généraux Mohamed Ould Abdel Aziz et Mohamed Ould Ghazouani.
- Septembre 2008 : nomination du gouvernement du premier ministre Moulaye Ould Mohamed Laghdhaf.